# هاي
هاي (بالإنجليزية: Hai "Hai" Du Lam)‏ هو لاعب رياضة إلكترونية ‏ أمريكي، ولد في 20 سبتمبر 1992.